# 莫尔特河
莫尔特河（法語：Morthe，亦作，發音：[mɔʁt] ⓘ）是法国勃艮第-弗朗什-孔泰大区上索恩省的河流，是索恩河的左支流，长24千米，发源自比塞莱日，于格雷流入索恩河。